# Frédéric Veille
Pour les articles homonymes, voir Veille.
 (janvier 2021).
Si vous disposez d'ouvrages ou d'articles de référence ou si vous connaissez des sites web de qualité traitant du thème abordé ici, merci de compléter l'article en donnant les références utiles à sa vérifiabilité et en les liant à la section « Notes et références ».
 (mai 2023).
Frédéric Veille, né le 10 décembre 1965 à Amilly (France), est un journaliste français, grand reporter à RTL, spécialiste Formule1, sports mécaniques et voile. Il est également écrivain, prêtant sa plume ou facilitant les témoignages sur des sujets de société comme l'euthanasie, l'intégration, le handicap, la vie des SDF, l'adoption et plus récemment le don d'organes, le harcèlement scolaire et les violences faites aux femmes. Il est depuis janvier 2020 directeur de collection chez City Editions.

## Biographie
Journaliste à RTL et écrivain, Frédéric Veille a, à l'issue de ses études, travaillé dans des radios locales de Rouen comme Musique FM puis Arlequin avant d’entrer en 1985 à NRJ. Il rejoint l’année suivante Radio Service qui ouvre une antenne à Rouen, avant de participer à la création de Radio Nostalgie en Normandie comme directeur d'antenne, puis comme rédacteur en chef où il présente les journaux d’informations.
Frédéric Veille quitte Radio Nostalgie en juillet 1990 et rejoint l'agence de presse écrite Mag-Ouest, où il collabore pour plusieurs médias nationaux. Cette même année, il prend la correspondance de l'agence de presse américaine Associated Press pour la Normandie et devient correspondant de France-Soir pour les cinq départements normands.
En septembre 1993, il entre au service des sports de RTL dirigé par Guy Kedia comme correspondant. Deux ans plus tard, il devient correspondant permanent de RTL pour le Nord-Ouest de la France[Où ?].
Frédéric Veille a travaillé sur de nombreux faits divers, dont l'affaire de la Josacine empoisonnée, la cavale meurtrière d’Alfred Petit, l’attentat de Karachi, le cannibale de la prison de Rouen et plus récemment la disparition du petit Mathis Jouanneau, ou encore l'attentat de Saint-Étienne-du-Rouvray, l'incendie meurtrier du Cuba Libre à Rouen et l'affaire Lubrizol. En décembre 2002, il révèle à la une de France-Soir et sur les ondes de RTL la lettre que Vincent Humbert écrit au Président de la République, lettre dans laquelle le jeune tétraplégique demande à Jacques Chirac le droit de mourir. Il devient ensuite le confident du jeune Normand et écrit pour lui son livre testament Je vous demande le droit de mourir, paru chez Michel Lafon en septembre 2004, vendu à plus de 300.000 exemplaires[réf. nécessaire], traduit en plus de dix langues et adapté à la télévision pour TF1.
En mars 2013, Frédéric Veille publie chez City Éditions Je suis tzigane et je le reste, l'histoire d'Anina Ciuciu, une jeune Rom de 22 ans. À 7 ans et après avoir fui les camps Roms de Craiova, elle était illettrée ; elle devient ultérieurement étudiante en droit à la Sorbonne. Après quelques semaines, le livre est entré dans le top 100 des meilleures ventes. Depuis mars 2014 il a été traduit en plusieurs langues et a notamment été publié en Roumanie.
En mars 2014, Frédéric Veille publie chez City Éditions La rue était mon lit, l'histoire de Michel Baldy, ancien SDF des Champs-Élysées qui après avoir passé huit ans dans la rue était devenu gardien d'immeubles à Paris, et qui mourra en avril 2015.
Passionné par la Seconde Guerre mondiale et déjà auteur en 2004 des chroniques "Paroles de Normands" sur RTL, il publie en mai 2014 Histoires insolites du Débarquement chez City Éditions, un livre qui raconte les petites histoires célèbres ou inédites qui se sont déroulées avant, pendant et juste après le débarquement allié en Normandie en juin 1944. Salué par la critique, Histoires insolites du Débarquement est resté de longues semaines en tête des ventes de livres consacrés au Jour J.
Fin octobre 2014, il dirige Patrice Gabard pour la rédaction de la biographie de Franck Cammas, J'ai mis les voiles pour gagner, parue chez City Éditions.
En mai 2015, il dirige Stéfan L'Hermitte pour la rédaction de la biographie de Frédéric Sausset, Ma course à la vie, parue chez City Éditions.
En mars 2016, après avoir passé plusieurs semaines auprès de la famille Vastine, il publie chez Michel Lafon Coup d'arrêt, un livre hommage à Alexis Vastine, tragiquement disparu un an plus tôt dans un accident d'hélicoptère sur le tournage de l'émission Dropped.
En avril 2018, il publie chez City Éditions Dites-moi d'où je viens, l'histoire de Philippe Sarran, homme à la recherche de ses origines après avoir été un enfant abandonné.
En juin 2018, à la veille de l'ouverture de la Coupe du monde en Russie, il publie chez City Éditions Histoires insolites de la coupe du monde de football.
En mai 2019, et à l'occasion du 75e anniversaire du DDay, il publie Histoires secrètes et curieuses du Débarquement chez City Editions. Il s'agit du tome 2 de Histoires insolites du Débarquement sorti chez le même éditeur en mai 2014
En novembre 2019, il publie Le don d'Alice chez City Editions. L'histoire de Florence Bouté qui, après l'accident de sa fille Alice, a accepté qu'on prélève les organes de son enfant ... pour sauver six vies 
En août 2020, il publie Les monstres de ma vie chez City Editions. L'histoire de Fidji Gibert, jeune mannequin dont l'enfance et l'adolescence ont été synonymes de harcèlement scolaire et de violences conjugales.
En mai 2021, il publie Gasly le magnifique chez City Editions. La victoire historique de Pierre Gasly au Grand Prix de Formule 1 d'Italie à Monza en septembre 2020 racontée par ses proches.
En juin 2021, il publie Histoires insolites des courses automobiles chez City Editions, livre préfacé par Romain Grosjean. Plus d'un siècle d'anecdotes pour retracer et raconter l'histoire des courses automobiles et des as du volant.
Il est depuis janvier 2020 directeur de collection chez City Editions et a notamment permis à Marion Jollès-Grosjean de publier son premier roman À sœur perdue, à Éric Jean-Jean de publier Histoires insolites de la chanson française, à Marius Trésor de publier sa biographie Au delà de mes rêves et à Betty Mannechez de publier son témoignage Ce n'était pas de l'amour
En octobre 2021, il permet à Romain Grosjean et Marion Jollès-Grosjean de publier 'La mort en face', chez City éditions, l'autobiographie du pilote automobile qui revient sur sa carrière et notamment sur son terrible accident lors du Grand Prix de Bahrein de Formule 1 en 2020.
En 2022, il a notamment dirigé Denis Granjou pour l’écriture de la biographie à succès de Thomas Pesquet. Il a aussi permis la publication de plusieurs livres « témoignage » notamment ceux de  Tarik Sahibbedine de Dans le droit chemin, de Ludovic Franceschet Plus tard tu seras éboueur et d’Isabelle Bauer Laissée pour morte classés parmi les meilleures ventes.
Passionné de sports mécaniques, grand reporter couvrant la Formule 1 et la MotoGP pour RTL, Frédéric Veille a aussi dirigé Jean-Louis Moncet pour la parution en septembre 2022 de ses mémoires La Formule 1 ma famille mais aussi celles de Pierre Van Vliet Ma vie sur les circuits paru en mai 2023 et celle de Jean Michel Tibi, le cameraman de la F1 dans 30 ans de F1, mes histoires secrètes. Il est également à l'origine des biographies de Fabio Quartararo, Max Verstappen, Lewis Hamilton et Charles Leclerc toutes parues chez City éditions
En 2023, il a, entre autres, permis à Léon Gautier d'écrire ses mémoires grâce à la publication du livre Mon Débarquement, à Franky Zapata de publier son autobiographie L'homme qui vole, à Louïz miss Transexuelle de publier Papillon. Il a également dirigé Jocelyne Coudurier dans son livre témoignage Bouches cousues, Elsa Lévy pour Je n'oublierai jamais, le docteur Igor Auriant pour Vivre avec la mort, Emma Clair Dumont pour Aventurière et Asfhan Riaz pour son livre devenu un best-seller Mariée de force.
En 2024, il dirige entre autres la chanteuse Lili Road pour la publication de son premier livre "J'ai mal mais je me soigne" qui devient rapidement un succès d'édition traduit aux États-Unis. Puis il permet à Sébastien Soulé, ancien flic de la Bac Nord de Marseille de publier son autobiographie Flic à la Bac Nord, à Audrey Josse de publier Elle a fait un bébé toute seule mais surtout au champion paralympique Alexis Hanquinquant d'écrire son autobiographie Ma rage de vaincre et au célèbre Youtubeur Florent Speroni plus connu sous le nom de Parfait inconnu de publier Putain j'ai survécu.
En mai 2024, il publie "Le Débarquement" chez City éditions, un livre relatant les histoires insolites et secrètes avant, pendant et après le D.Day en Normandie.
En août 2024, il publie "Histoires insolites de la F1" chez City éditions, un livre relatant 75 ans d'anecdotes autour de la catégorie reine du sport automobile.

## Récompenses
Il a obtenu en 2004 le Prix des libraires normands pour Je vous demande le droit de mourir.
Il a obtenu en avril 2015 le 1er Prix du Talent Littéraire Normand pour La rue était mon lit.
Il a remporté deux fois le micro d'or de l'Union des journalistes de sport en France (UJSF) récompensant le meilleur reportage radio de l'année : en 2003 pour les 24 heures du Mans moto, en 2007 pour Rouen, champion de France de baseball.